# August II de Polònia
|  | «Frederic August I de Saxònia (elector)» redirigeix aquí. Vegeu-ne altres significats a «Frederic August I (rei de Saxònia)». |

Frederic August I de Saxònia, August II de Polònia o August el Fort (Dresden, 12 de maig de 1670 - 1733) fou Elector de Saxònia des de 1694 fins a 1733 i rei de Polònia (1697-1706 i 1709-33).

## Família
Era fill de l'elector Joan Jordi III de Saxònia i de la princesa Anna Sofia de Dinamarca. Frederic August era net per via paterna de l'elector Joan Jordi II de Saxònia i de la marcgravina Magdalena Sibil·la de Brandenburg-Bayreuth; mentre que per via materna ho era del rei Frederic III de Dinamarca i de la duquessa Sofia Amàlia de Brunsvic-Lüneburg. El dia 20 de gener de 1693 es casà a Bayreuth amb la marcgravina Cristiana de Brandenburg-Bayreuth, filla del marcgravi Cristià II de Brandenburg-Bayreuth i de la duquessa Sofia Lluïsa de Württemberg. La parella tingué un únic fill SM l'elector-rei Frederic August II de Saxònia, nat a Dresden el 1696 i mort a Dresden el 1763. Es casà amb l'arxiduquessa Maria Josepa d'Àustria. Entre els molts fills il·legítims destaca: SAR el príncep Maurici de Saxònia, comte de Saxònia. Nat a Goslar el 1696 i mort a Chambord el 1750.

## L'aventura polonesa

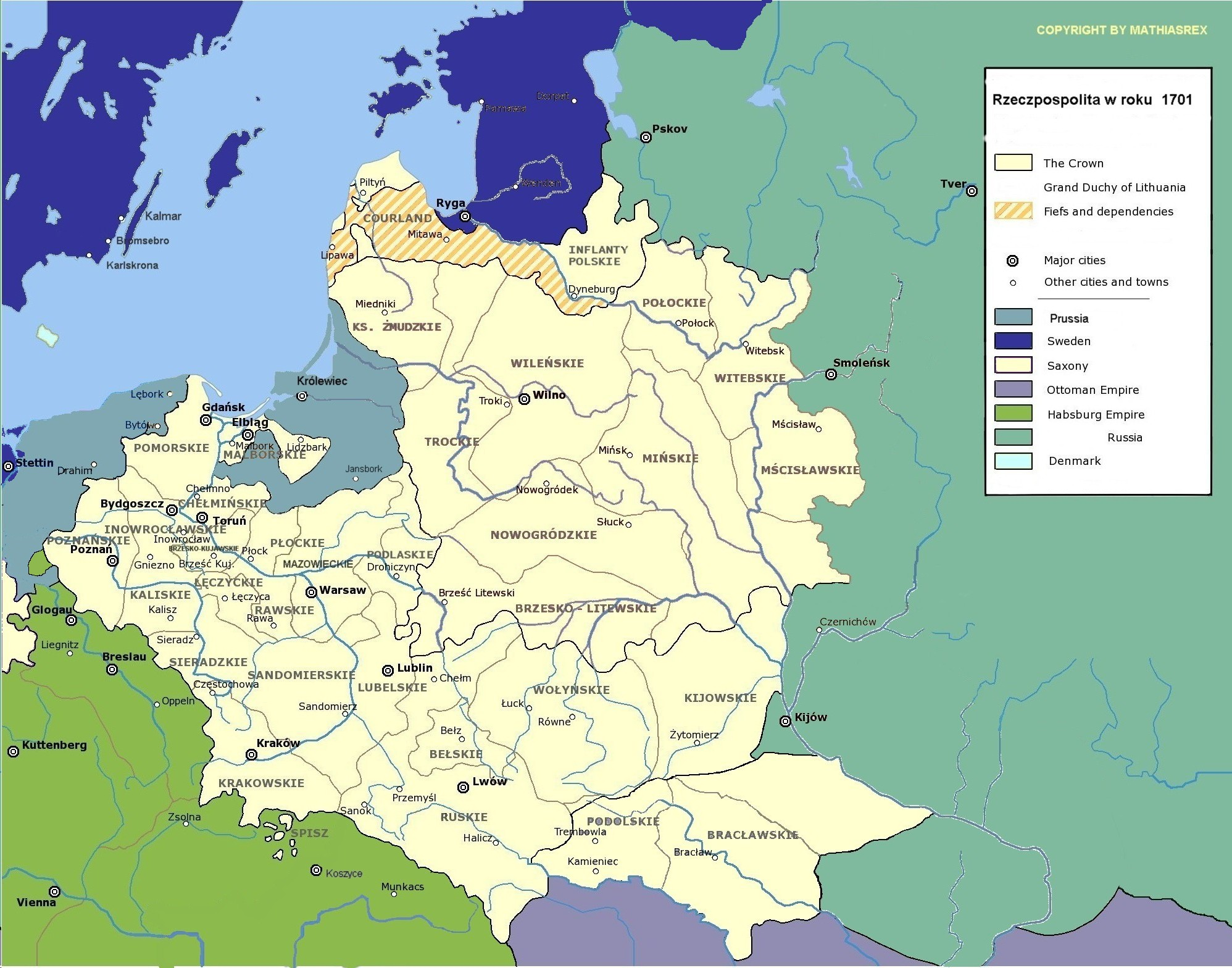
Polònia durant el regnat d'August II de Polònia.

Amb la mort inesperada del seu germà gran, l'elector Joan Jordi IV de Saxònia el 1694, accedí al tron de Saxònia. Per tal d'accedir al tron polonès, es convertí al catolicisme fet que fou qualificat d'espectacular pel fet que els ducs de Saxònia havien estat qualificats tradicionalment dels Campions de la Reforma. Malgrat que aquest fet significà a la llarga l'elecció de l'elector com a rei de Polònia, Saxònia perdé el rol de líder entre els països germànics de tradició protestant, rol que adoptaria Prússia a partir de llavors.
Degut al fet que Frederic August garantí respectar la fe religiosa dels seus súbdits, aquest fet provocà fortes friccions entre el Papat i Saxònia. Aquest fet, sumat a les enormes despeses econòmiques que significava l'elecció polonesa, l'accés al tron de Polònia per Frederic August I fou anomenat l'Aventura Polonesa. Malgrat tot, Frederic August mantingué una política luterana tot i la seva conversió al catolicisme fet que és interpretat com un requisit per ser escollit rei de Polònia.
Després de la mort del rei Joan III Sobieski a Polònia, i gràcies a la conversió de Frederic August al catolicisme, l'elector de Saxònia fou escollit rei de Polònia el 1697 amb el suport diplomàtic de Rússia i Àustria, i el suport financer del banquer jueu Berend Lehmann.
Frederic August I de Saxònia fou el segon candidat que rebé més vots. El primer fou Francesc Lluís de Conti, però aquest refusà acceptar el tron polonès. El candidat menys votat fou Jaume Lluís Sobieski. Per aquesta raó, Frederic August I fou molt discutit entre els polonesos.
Durant el regnat de Frederic August I de Saxònia continuà la guerra contra l'Imperi Otomà. Després de la desfeta otomana a la batalla de Podhajce el 1698 se signà el Tractat de Karlowitz el 1699 pel qual s'annexà la regió de Podòlia i la de Kamienic Podolski.
Extremadament ambiciós, actuà des d'un primer moment per tal de fer de Polònia una monarquia hereditària sota la dinastia Wettin. També pretengué posar ordre en els afers interns polonesos molt complicats des del segle xvi.
Finalment, junt amb el rei Frederic IV de Dinamarca i el tsar Pere I de Rússia portà a terme la Gran Guerra del Nord contra el rei Carles XII de Suècia per tal d'annexionar-se part dels seus territoris, d'aquesta campanya, Frederic August obtingué el territori de Livònia. Ara bé, aviat els tropes poloneses foren derrotades per les sueques a Riga el dia 17 de juny de 1701. La superioritat sueca feren que Carles XII pretengués que el tron polonès l'ocupés algú de la seva confiança, per aquesta tasca s'escolli a l'aristòcrata Estanislau Leszczyński. Malgrat l'òbvia negativa de Frederic August, el 1706, Carles XII de Suècia ocupà Saxònia i obligà a Frederic August a signar el Tractat d'Altranstadt pel qual cedia Polònia al candidat suec.
Mentrestant, Pere I de Rússia reformà l'exèrcit rus i infligí una severa derrota als suecs a la batalla de Poltava que significà la fi de l'Imperi Suec i l'inici de la glòria dels tsars.

## Segona aventura a Polònia
La debilitada República de les Dues Nacions, nom que rebia la unió entre Polònia i Lituània, sense la presència d'un monarca fort com August II caigué en mans de Rússia esdevenint un simple protectorat dels tsars. El 1709, August II retornà al tron polonès sota els auspicis de Rússia i aviat intentà de nou imposar-se sobre la noblesa polonesa i establir una monarquia absoluta. Ara bé, la mediació del tsar Pere I de Rússia entre la noblesa i la monarquia feu que es firmés el Silenci de Sejm el 1717 que significà l'augment d'influència de Rússia a Polònia.
Des de 1717 la situació de la monarquia a Polònia fou més o menys estable. D'una banda August II havia abandonat les seves intencions de convertir Polònia amb una monarquia absoluta. I, de l'altra, August II tenia el suport puntual de Rússia o d'Àustria per tal de mantenir el tron.
Frederic August I morí l'any 1733. Malgrat que havia fracassat en fer de Polònia un tron hereditari, el seu fill primogènit, Frederic August II de Saxònia, fou coronat monarca polonès. Ara bé, Frederic August II o August III hagué de fer front a la Guerra de Successió Polonesa i només pogué establir-se a Varsòvia gràcies a les tropes russes.

## Llegat

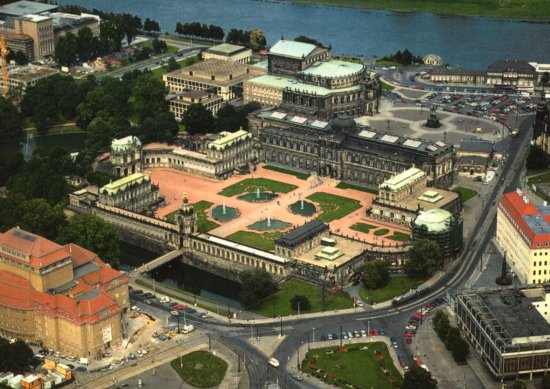
El Zwinger de Dresden

August II era anomenat “El Fort” per la seva fortalesa física. Malgrat que el nombre és extremadament difícil de verificar, Frederic August ja en reconegué una important part d'aquests entre els quals destaca per la seva trajectòria militar posterior, el comte de Saxònia, Maurici de Saxònia. Maurici de Saxònia, com a general a les ordres de la monarquia francesa s'hagué d'enfrontar al seu germà, el rei Frederic August II de Saxònia, en el marc de la Guerra de successió polonesa.
Frederic August fou un gran promotor d'art. D'una banda promocionar la porcellana de Meissen que adquirí gran prestigi internacional. I, de l'altra, promocionar la construcció de diferents edificis barrocs a Dresden, entre d'altres feu construir el conegut Zwinger, i l'establiment d'una luxosa cort a Dresden inspirada en Versalles, que el monarca havia conegut en la seva joventut.
Frederic August I patí de diabetis i d'obesitat els darrers dies de la seva vida.